# Cuộc thi nhạc trưởng quốc tế Grzegorz Fitelberg

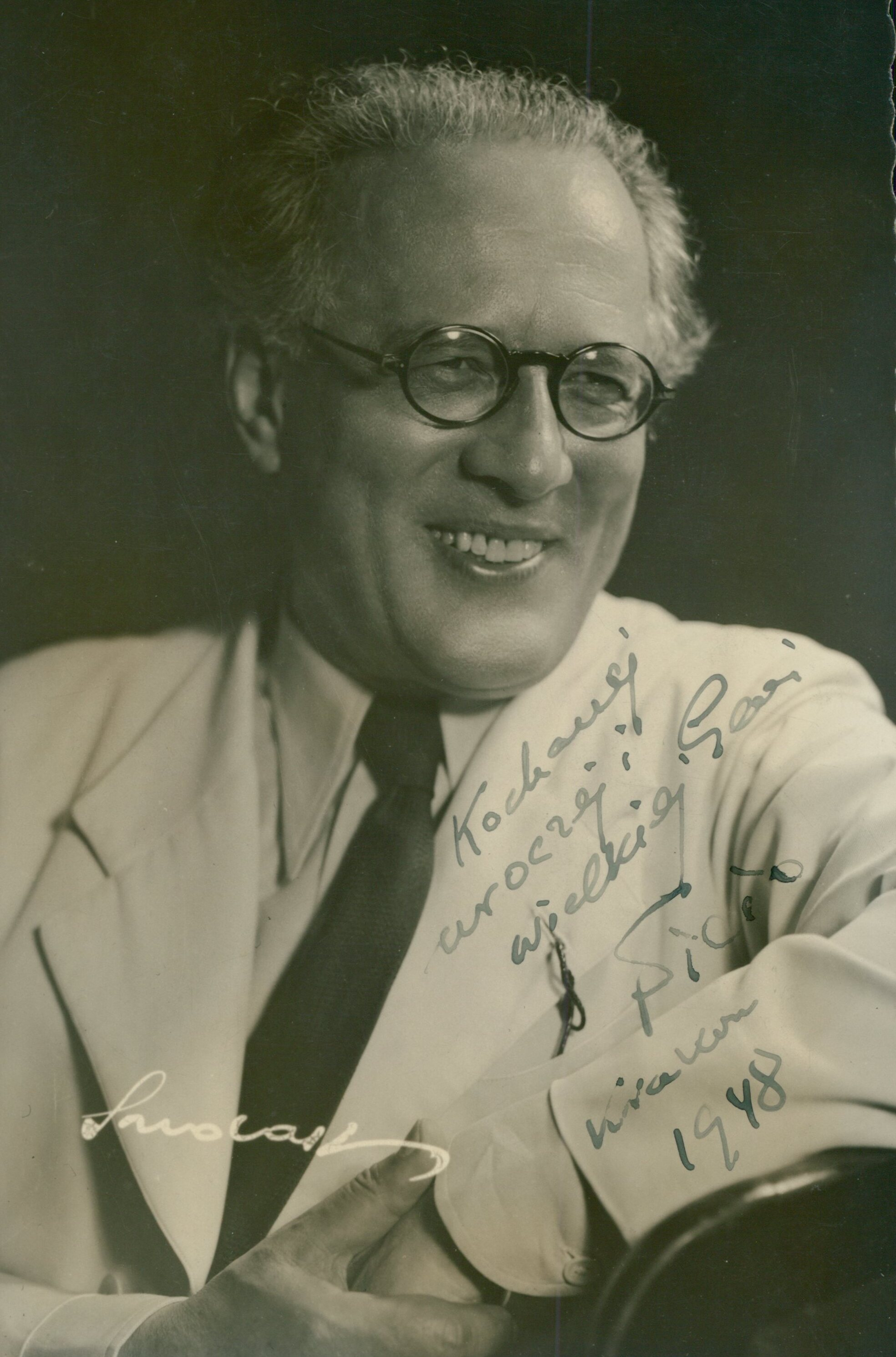
Grzegorz Fitelberg(1948)

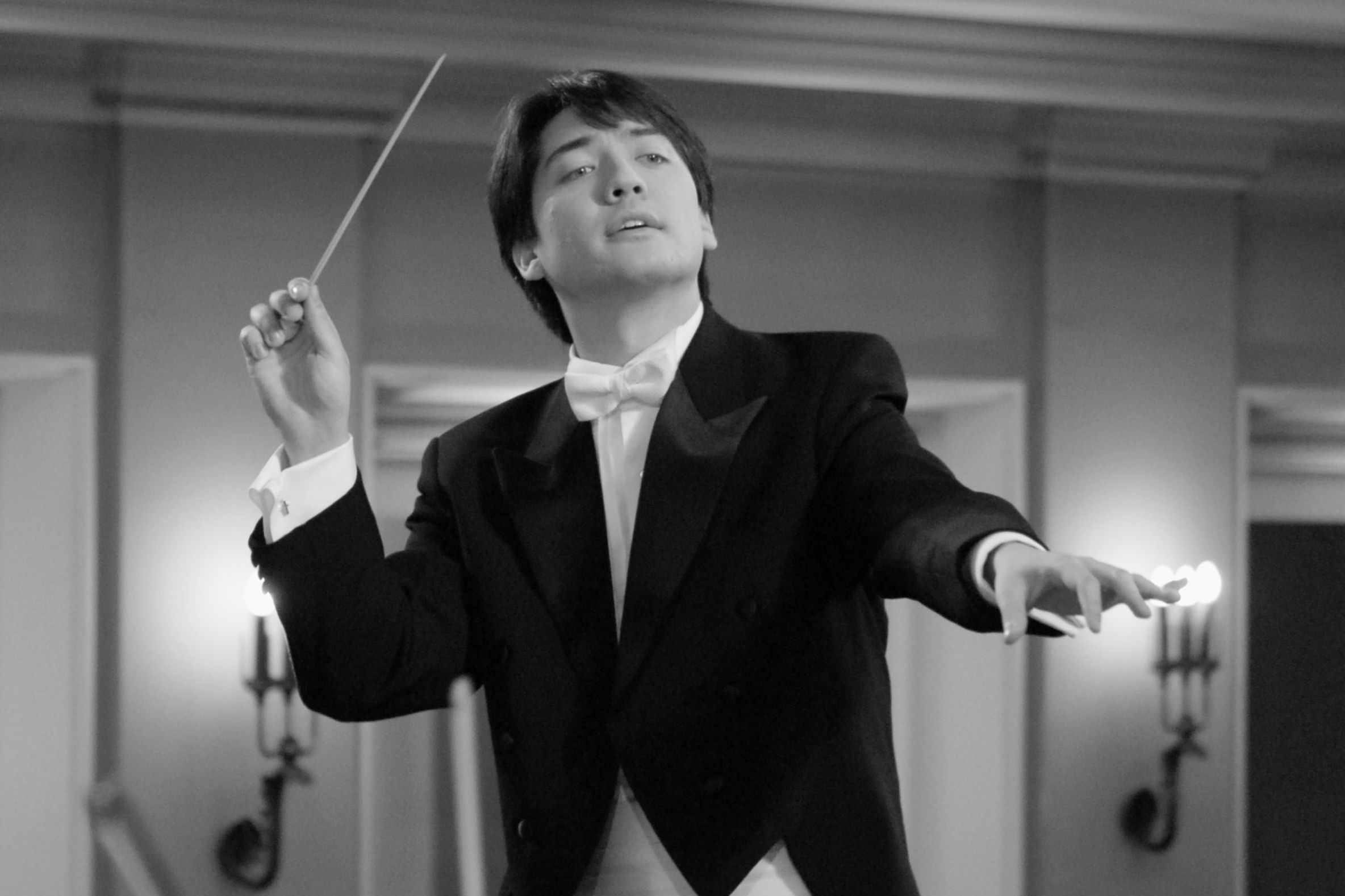
Eugene Tzigane đoạt Giải Nhất tại cuộc thi lần thứ 8 (2007)

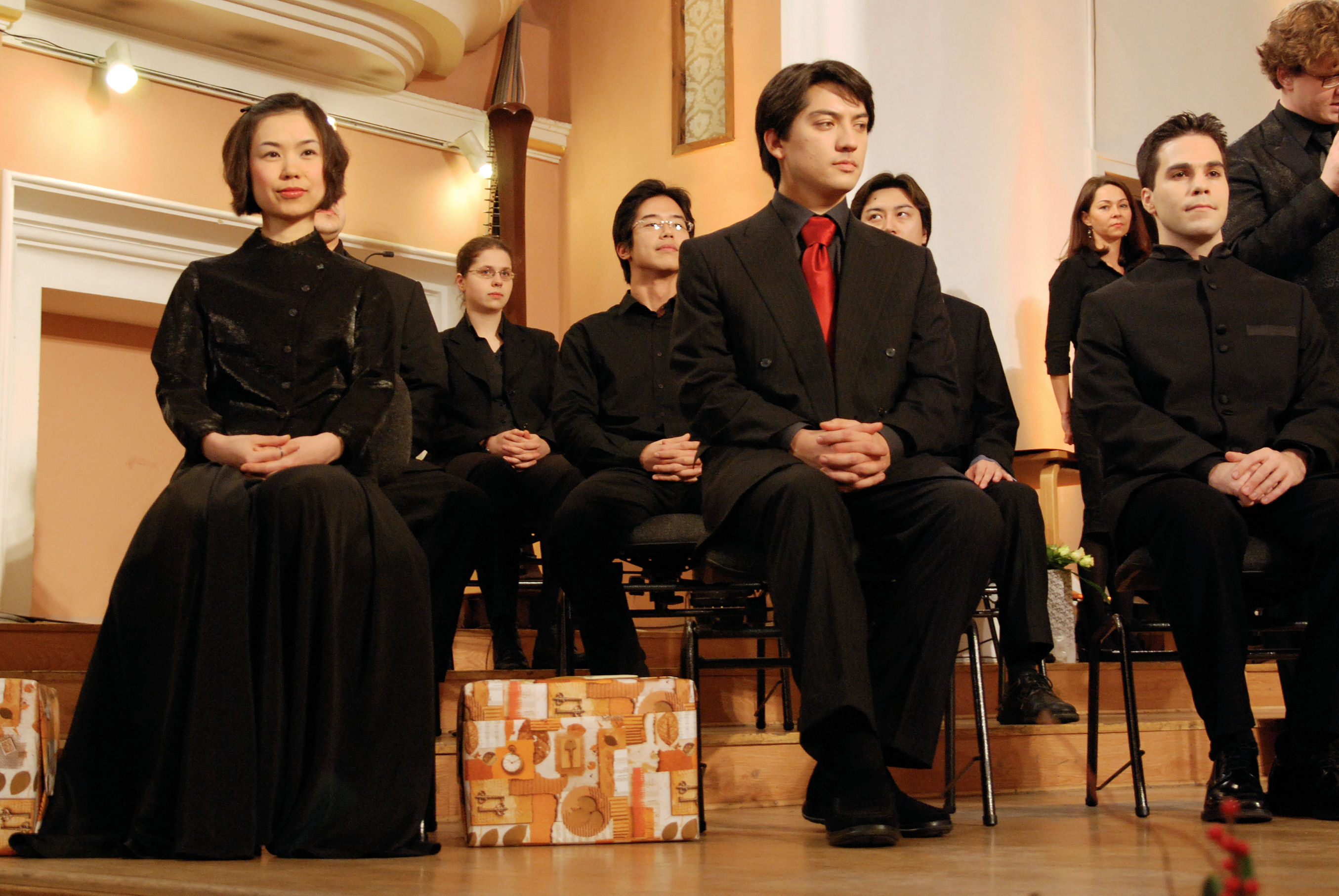
Các nhạc trưởng đoạt giải tại cuộc thi lần thứ 8 (2007)

Cuộc thi nhạc trưởng quốc tế Grzegorz Fitelberg (tiếng Ba Lan: Międzynarodowy Konkurs Dyrygentów im. Grzegorza Fitelberga) là một trong những cuộc thi âm nhạc hàng đầu tại Ba Lan. Tên cuộc thi được đặt như vậy để vinh danh cố nghệ sĩ nổi tiếng người Ba Lan Grzegorz Fitelberg (1879–1953). Năm 1982, cuộc thi này được kết nạp vào Liên đoàn các cuộc thi âm nhạc quốc tế (World Federation of International Music Competitions, viết tắt: WFIMC) có trụ sở tại Geneva.

## Đôi nét về cuộc thi
Năm 1979, Cuộc thi nhạc trưởng quốc tế Grzegorz Fitelberg được tổ chức lần đầu tiên nhân dịp kỷ niệm 100 năm ngày sinh Grzegorz Fitelberg. Người khởi xướng và tổ chức cuộc thi là Karol Stryja, người từng là học trò của Grzegorz Fitelberg và là giám đốc tổ chức Silesian Philharmonic ở Katowice. Karol Stryja chịu trách nhiệm tổ chức các cuộc thi cho đến khi ông qua đời vào năm 1998.
Hiện nay, Cuộc thi nhạc trưởng quốc tế Grzegorz Fitelberg được tổ chức tại Katowice 5 năm một lần (lần thứ 10 năm 2017). Trước đây, cuộc thi từng được tổ chức theo chu kỳ 4 năm một lần.

## Nhạc trưởng giành chiến thắng
| Năm        | Giải Nhất                                   | Giải Nhì                      | Giải Ba                                      |
| ---------- | ------------------------------------------- | ----------------------------- | -------------------------------------------- |
| I: 1979    | Claus Peter Flor                            | Uri Mayer                     | Tadeusz Marian Wojciechowski                 |
| II: 1983   | Chikara Imamura                             | Anton Zapf                    | Andreas Weiss                                |
| III: 1987  | Michael Zilm                                | Patrick Fournillier           | Robert Ziegler                               |
| IV: 1991   | Makoto Suehiro                              | / Shin-ik Hahm Jin Wang (hòa) | Christoph Campestrini                        |
| V: 1995    | Victoria Zhadko                             | Hidehiro Shindori             | Achim Fiedler                                |
| VI: 1999   | Massimiliano Caldi                          | Tomáš Hanus                   | Stephen Ellery Charles Olivieri-Munroe (hòa) |
| VII: 2003  | Aleksandar Marković Modestas Pitrėnas (hòa) |                               | Marko Ivanović                               |
| VIII: 2007 | Eugene Tzigane                              | Chen Lin                      | Sean Newhouse                                |
| IX: 2012   | Daniel Smith                                | Marzena Diakun                | Azis Sadikovic                               |
| X: 2017    | Su-Han Yang                                 | Bar Avni                      | Modestas Barkauskas                          |